# 窑田岭窑址
窑田岭窑址，位于中国广西壮族自治区永福县城关公社平岭大队下窑村、广福公社龙溪大队大屯等，为一个省级文物保护单位，类型为古遗址，为第二批广西壮族自治区文物保护单位，公布时间为1981年8月25日。
窑田岭窑址的历史年代为宋。